# Lateolabrax latus
Lateolabrax latus är en fiskart som beskrevs av Katayama, 1957. Lateolabrax latus ingår i släktet Lateolabrax och familjen Lateolabracidae. Inga underarter finns listade i Catalogue of Life.